# Ольга (фільм, 2021)
«Ольга» — драматичний фільм Елі Ґраппаа 2021 року — режисерський дебют у повнометражному ігровому кіно. Виконавиця головної ролі — Анастасія Будяшкіна — гімнастка з Луганська, вихованка Олімпійського коледжу ім. Івана Піддубного.
Світова прем'єра відбулася на Каннському міжнародному кінофестивалі у липні 2021 року. Українська прем'єра — на Одеському міжнародному кінофестивалі 2021. В Києві прем'єру приурочили до Дня пам'яті Героїв Небесної Сотні 2022 року.
Стрічку висунуто на здобуття премії «Оскар» у категорії Найкращий міжнародний художній фільм від Швейцарії.

## Сюжет
Перебуваючи у вимушеній еміграції у Швейцарії, 15-річна українська гімнастка Ольга міняє громадянство та готується до Чемпіонату Європи зі спортивної гімнастики у складі нової збірної. В цей час в Києві починаються протести Євромайдану. Її матір журналістка та друзі беруть активну участь в революції. Ользі доведеться зробити непростий вибір.

## У ролях
| Актор               | Роль       |
| ------------------- | ---------- |
| Анастасія Будяшкіна | Ольга      |
| Сабріна Рубцова     | Саша       |
| Тетяна Міхіна       | мама Ольги |
| Катеріна Барлоджіо  | Штефі      |
| Теа Броглі          | Зої        |
| Джером Мартін       | Адріан     |
| Олександр Мавріц    | Василь     |

## Нагороди та номінації
Станом на лютий 2022 року фільм отримав 8 нагород на міжнародних кінофестивалях та має стільки ж номінацій. Зокрема стрічка Елі Ґраппа «Ольга» отримала приз за найкращий сценарій на Каннському тижні критики.